# Птиця Клавдій Борисович
Клавдій Борисович Пти́ця (рос. Клавдий Борисович Птица; нар. 21 січня (3 лютого) 1911, Пронськ Рязанська губернія — пом. 6 січня 1983, Москва) — російський радянський хоровий диригент і музичний педагог. Народний артист СРСР (1966).

## Життєпис
1937 року закінчив Московську консерваторію.
У 1936–1938 роках Клавдій Птиця керував хором оперної студії Московської консерваторії, у 1938–1941 роках — хором Московської філармонії. У 1943–1946 роках він був хормейстером Державного хору російської пісні (пізніше — Державний хор СРСР).
У 1950–1983 роках Клавдій Птиця був художнім керівником Великого хору Центрального телебачення і Всесоюзного радіо. З цим колективом виконував і українську хорову музику.
Педагогічна діяльність Клавдія Борисовича пов'язана з Московською консерваторією. Тут він викладав у 1938–1941 роках та з 1943 року, від 1956 року був її професором. Одночасно в 1946–1960 роках викладав у Державному музично-педагогічному інституті імені Гнесіних.
Автор низки праць із хорознавства. Серед них:
- «Нариси з техніки диригування хором» (1948),
- «Майстри хорового мистецтва в Московській консерваторії» (1970).

Клавдія Птицю нагороджено орденом Леніна, іншими орденами, медалями.